# Municipio de Gladstone (Illinois)
El municipio de Gladstone (en inglés, Gladstone Township) es una subdivisión territorial del condado de Henderson, Illinois, Estados Unidos. Según el censo de 2020, tiene una población de 845 habitantes.

## Geografía
Está ubicado en las coordenadas 40°50′43″N 90°58′40″O / 40.84528, -90.97778. Según la Oficina del Censo de los Estados Unidos, tiene una superficie total de 127,2 km², de la cual 121,2 km² corresponden a tierra firme y 6,0 km² es agua.

## Demografía
Según el censo de 2020, hay 845 personas residiendo en la zona. La densidad de población es de 7,0 hab./km². El 96,45 % de los habitantes son blancos; el 0,36 % son afroamericanos; el 0,12 % es asiático; el 0,47 % son amerindios; el 0,47 % son de otras razas, y el 2,13 % son de una mezcla de razas. Del total de la población, el 1,78 % son hispanos o latinos de cualquier raza.